# Aarhus Gymnastikforening
Aarhus Gymnastikforening eller AGF är en dansk idrottsförening i Aarhus. Klubben är grundad 1880 och till en början var dess viktigaste utövning gymnastik och fäktning. AGF är dock idag mestadels känd för sin fotbollsgren, vilken grundades 1902 och är ett av Danmarks äldsta fotbollslag. 
2006 blev fotbollslaget för första gången nerflyttade till andradivisionen. Efter en säsong i andradivisionen kom laget tillbaka till Superligaen. AGF spelar sina hemmamatcher på Ceres Park.

## Meriter
- Danska mästare (5 gånger): 1955, 1956, 1957, 1960, 1986. (källa)

## Svenska spelare
- Jean-Paul Vondenburg (1992)
- Filip Bergman (2000)
- Bojan Djordjic (2002–2003)
- Nicklas Carlsson (2003–2004)
- Jeffrey Aubynn (2003–2005)
- Tobias Grahn (2004–2006)
- Martin Ulander (2004–2005)
- Richard Henriksson (2006)
- Olof Persson (2007–2008)
- Niklas Backman (2016–2021)
- Tobias Sana (2017–2019)
- William Eskelinen (2019–2022)
- Eric Kahl (2021-)
- Felix Beijmo (2023-)

## Svenska tränare
- Sören Åkeby (2004-2005)

## Svenska sportchefer
- Jens T Andersson (2014-2016)

## Spelare

### Truppen
Uppdaterad trupp: 25 oktober 2022.
| 1  | Danmark | Jesper Hansen         | 31 mars 1985     | FC Midtjylland (-21) |
| 16 | Norge   | Per Kristian Bråtveit | 15 februari 1996 | Vålerenga IF (-22)   |

| 4  | Tyskland | Yann Aurel Bisseck   | 29 november 2000  | Köln (-21)                   |
| 5  | Danmark  | Frederik Tingager    | 22 februari 1993  | Eintracht Braunschweig (-19) |
| 13 | Danmark  | Alexander Munksgaard | 13 december 1997  | FC Midtjylland (-19)         |
| 14 | Danmark  | Tobias Mølgaard      | 22 juli 1996      | Vejle BK (-22)               |
| 15 | Danmark  | Oliver Lund          | 21 augusti 1990   | Odense BK (-21)              |
| 19 | Sverige  | Eric Kahl            | 27 september 2001 | AIK (-21)                    |
| 23 | Danmark  | Thomas Kristensen    | 17 januari 2002   | Vejle BK (-18)               |
| 26 | Belgien  | Anthony D'Alberto    | 13 oktober 1994   | Moreirense (-21)             |
| 37 | Danmark  | Sebastian Hausner    | 11 april 2000     | Aarhus Gymnastikforening     |

| 6  | Danmark   | Nicolai Poulsen   | 15 augusti 1993   | Randers FC (-19)         |
| 7  | Danmark   | Mads Emil Madsen  | 14 januari 1998   | Slavia Prag (-22)        |
| 8  | Island    | Mikael Anderson   | 1 juli 1998       | FC Midtjylland (-21)     |
| 11 | Sydafrika | Gift Links        | 2 oktober 1998    | Cape Town City (-19)     |
| 17 | Sverige   | Kevin Yakob       | 10 oktober 2000   | IFK Göteborg (-22)       |
| 22 | Danmark   | Benjamin Hvidt    | 12 mars 2000      | Aarhus Gymnastikforening |
| 28 | Danmark   | Adam Daghim       | 28 september 2005 | FC Köpenhamn (-21)       |
| 29 | Danmark   | Frederik Brandhof | 5 juli 1996       | Viborg FF (-21)          |

| 9  | Danmark       | Patrick Mortensen  | 13 juli 1989    | Sarpsborg 08 (-19)    |
| 10 | Norge         | Sigurd Haugen      | 17 juli 1997    | Aalesunds FK (-22)    |
| 18 | Nederländerna | Jelle Duin         | 27 januari 1999 | AZ (-22)              |
| 27 | Danmark       | Sebastian Grönning | 20 augusti 1997 | Suwon Bluewings (-22) |

Not: Spelare i kursiv stil är inlånade.

### Utlånade spelare
| Nr | Land    | Pos | Namn                                                   |
| -- | ------- | --- | ------------------------------------------------------ |
| -  | Polen   | A   | Dawid Kurminowski (i Zaglebie Lubin till 30 juni 2023) |
| -  | Danmark | A   | Frederik Ihler (i Skive IK till 30 juni 2023)          |

| Nr | Land       | Pos | Namn                                          |
| -- | ---------- | --- | --------------------------------------------- |
| -  | Australien | MF  | Zach Duncan (i Perth Glory till 30 juni 2023) |

### Andra kända spelare
- Henning Jensen (1981-1983)
- Troels Rasmussen (1982-1993)
- Flemming Povlsen (1983-1986)
- Marc Rieper (1988-1992)
- Stig Tøfting (1989-1993, 2000, 2004)
- Kent Nielsen (1992-1994)
- Martin Jørgensen (1993-1997, 2010-2014)
- John Sivebæk (1995-1997)
- Leon Andreasen (2001-2005)
- Morten Rasmussen (2002-2006, 2016-)
- Peter Graulund (2006-2012)
- Lasse Vibe (2007-2008)
- Jakob Poulsen (2008-2010)
- Søren Larsen (2011-2014)
- Helgi Danielsson (2014-2015)